# 1970년 하계 스페셜 올림픽
제2회 하계 스페셜 올림픽 세계 대회는 1970년 8월 13일부터 8월 15일까지 미국 시카고에서 열린 스페셜 올림픽이다.